# Androscoggin
Androscoggin (Anasagunticook, Amariscoggin, Ameriscoggin, Anasaguniticook, Arosaguntacook, Asschincantecook), jedno od plemena konfederacije Abenaki s rijeke Androscoggin u saveznoj američkoj državi Maine. Nesrodno ostalim Abenakima Androscoggini i susjedni im Rocameca bijahu nomadi koji su živjeli duž obala rijeka i jezera krećući se sezonski uzvodno i nizvodno u potrazi za određenim izvorima hrane. Agrikultura je bila slabo zastupljena, dok stalnih naselja, osim spominjanog Arosaguntacook Towna (blizu Lewistona) nisu imali.
Androscoggini su jedini uz Sokokije od Abenaka učestvovali u Ratu Kralja Filipa (King Philip's War; 1675-76). Nakon što su Norridgewockima Englezi sravnili glavno naselje rat se s Abenakima nastavio i završio u Maineu 1726, nakon čega su plemena Pigwacket, Norridgewock i Androscoggin 1727. konačno protjerani u Kanadu gdje im potomci pod imenom Abénakis de Wôlinak žive na rezervatu Réserve de Wôlinak u Québec.

## Vanjske poveznice
- First Mtn Forest (HISTORY)  Arhivirana inačica izvorne stranice od 8. srpnja 2008. (Wayback Machine)